# Wybory parlamentarne w Polsce w 1993 roku
Wybory parlamentarne w Polsce w 1993 roku – wybory do Sejmu i Senatu, zarządzone przez prezydenta RP Lecha Wałęsę na 19 września 1993; zostały rozpisane na skutek zarządzenia prezydenta o rozwiązaniu Sejmu 31 maja 1993. Wybory zakończyły się zwycięstwem ugrupowań skupionych w koalicję Sojusz Lewicy Demokratycznej (na czele z SdRP), która zawiązała koalicję z Polskim Stronnictwem Ludowym, które zajęło 2. miejsce (jego prezes Waldemar Pawlak został premierem).

## Sytuacja parlamentu
Od 31 maja 1993 do dnia wyborów (pierwsze posiedzenie nowo wybranego Sejmu odbyło się 14 października 1993) Rzeczpospolita Polska nie miała urzędującego Sejmu i Senatu. Zgodnie z przepisami konstytucyjnymi funkcje swoje pełnili marszałek Sejmu, marszałek Senatu i wicemarszałkowie.

## Ordynacja
Wybory odbyły się na podstawie nowej ordynacji wyborczej, bowiem poprzednia ordynacja z 1991 została uznana za niekorzystną. Uchwalenie nowej ordynacji zostało poparte przez większość klubów parlamentarnych. Prace nad projektem ordynacji ukończono w lutym 1993. 15 kwietnia Sejm uchwalił ordynację. W maju Senat wprowadził poprawki, których część została uwzględniona przez Sejm. 1 czerwca Lech Wałęsa podpisał nową ordynację wyborczą. Nowa ordynacja wprowadziła progi zaporowe dla partii (5%) oraz dla koalicji (8%), ponadto zmieniono sposób liczenia głosów z metody Sainte-Laguë na metodę D’Hondta. Ordynacja przewidywała również zwiększenie liczby okręgów z 37 do 52, co spowodowało zmniejszenie liczby mandatów w okręgu. Ordynacja przewidywała okręgi 6-, 5-, 4- oraz 3-mandatowe. W wyborach do Sejmu w okręgach według ordynacji proporcjonalnej wybierano 391 posłów. Mandaty dzielono metodą D’Hondta pomiędzy komitety, które uzyskały co najmniej 5%, a w przypadku koalicyjnych komitetów wyborczych (KKW) – 8% głosów. Z progu tego zwolnione były komitety wyborcze organizacji mniejszości narodowych. Pozostałe 69 mandatów obsadzano z list ogólnopolskich, na których kolejność kandydatów ustalały same komitety. Mandaty z list tych przydzielano proporcjonalnie metodą D’Hondta; mogły je uzyskać komitety, które uzyskały co najmniej 7% głosów. Mandaty uzyskiwali posłowie z najwyższych pozycji na listach, z pominięciem tych, którzy zostali wybrani w okręgach wyborczych.

## Komitety wyborcze do Sejmu i Senatu
|  | Nr listy | Komitet wyborczy                                     | Lider | Lider                  | Hasła wyborcze                                                                |
|  | -------- | ---------------------------------------------------- | ----- | ---------------------- | ----------------------------------------------------------------------------- |
|  | 1        | Porozumienie Centrum                                 |       | Jarosław Kaczyński     | Bóg nam dał numer 1; Polsko! Czas na zmiany                                   |
|  | 2        | Katolicki Komitet Wyborczy „Ojczyzna”                |       | Wiesław Chrzanowski    |                                                                               |
|  | 3        | Polskie Stronnictwo Ludowe – Porozumienie Ludowe     |       | Gabriel Janowski       |                                                                               |
|  | 4        | Konfederacja Polski Niepodległej                     |       | Leszek Moczulski       |                                                                               |
|  | 5        | Sojusz Lewicy Demokratycznej                         |       | Aleksander Kwaśniewski | Tak dalej być nie musi; Mamy te same kłopoty, pokonajmy je razem!; SLD na 5   |
|  | 6        | Polskie Stronnictwo Ludowe                           |       | Waldemar Pawlak        | Polska potrzebuje gospodarza; Żywią, bronią, gospodarują; 6 najwyższa wygrana |
|  | 7        | Kongres Liberalno-Demokratyczny                      |       | Donald Tusk            | Milion nowych miejsc pracy; Żadnych haseł, tylko fakty                        |
|  | 8        | Niezależny Samorządny Związek Zawodowy „Solidarność” |       | Marian Krzaklewski     |                                                                               |
|  | 9        | Unia Demokratyczna                                   |       | Tadeusz Mazowiecki     | Po pierwsze gospodarka!                                                       |
|  | 10       | Bezpartyjny Blok Wspierania Reform                   |       | Andrzej Olechowski     |                                                                               |
|  | 11       | Unia Pracy                                           |       | Ryszard Bugaj          |                                                                               |
|  | 12       | Unia Polityki Realnej                                |       | Janusz Korwin-Mikke    |                                                                               |
|  | 15       | Koalicja dla Rzeczypospolitej                        |       | Jan Olszewski          | Koalicja czystych rąk                                                         |
|  | 17       | Partia X                                             |       | Stanisław Tymiński     |                                                                               |
|  | 19       | Samoobrona – Leppera                                 |       | Andrzej Lepper         | Może, a więc musi być lepiej                                                  |

## Kampania wyborcza
Kampania wyborcza odbywała się w atmosferze przesunięcia nastrojów społecznych w kierunku lewicy. Większość społeczeństwa obciążała winą za chaos i ubóstwo rządy solidarnościowe. W ciągu dwóch lat odwróciły się proporcje osób oceniających pozytywnie i negatywnie „Solidarność”. Zmalała natomiast liczba osób negatywnie nastawionych do PZPR. Partie wywodzące się z dawnych PZPR i ZSL były postrzegane jako mające kompetentną i dobrze przygotowaną kadrę oraz racjonalny program społeczno-gospodarczy. 10 sierpnia upłynął termin zgłaszania kandydatów na posłów. W wyborach wzięły udział 34 komitety

### SLD
7 lipca 1993 28 organizacji podpisało umowę koalicyjną. W skład koalicji wchodziły m.in. Ruch Ludzi Pracy oraz Polska Partia Socjalistyczna. Na 613 kandydatów koalicji 249 było członkami Socjaldemokracji Rzeczypospolitej Polskiej. Sama kampania miała charakter spokojny i wyważony. SLD przedstawiał się jako ugrupowanie odpowiedzialne i będące przeciwwagą dla radykalizmu prawicy. W toku kampanii odnotowano wzrost poparcia dla SLD do poziomu 15%. Poparcie utrzymywało się na tym samym poziomie i dawało miejsce w czołówce sondaży.

### PSL
Główne hasło PSL brzmiało: „Polska Potrzebuje gospodarza”. Kampania przebiegała spokojnie, lecz zdarzała się umiarkowana krytyka zarówno UD i KLD, którym stawiano zarzuty nadmiernego liberalizmu, jak i SLD, zarzucając mu popieranie UD. Jednocześnie kierownictwo PSL przedstawiało partię jako daleką od kłótni i podziałów. Stonowana kampania spowodowała, że w sondażach PSL zajmowało 2. lub 3. miejsce z poparciem rzędu 12–16%.

### Unia Demokratyczna
W czerwcu Unia Demokratyczna negocjowała wspólny start z Kongresem Liberalno-Demokratycznym, jednak z uwagi na obawy przed utratą wyborców oba ugrupowania poszły do wyborów samodzielnie. Na listach partii znaleźli się posłowie „Solidarności” głosujący przeciwko wnioskowi o odwołanie rządu Hanny Suchockiej. Kampania partii nacechowana była osobistymi ambicjami jej członków.
Na listach w jednym okręgu znajdowało się po kilka znanych nazwisk (m.in. Jacek Kuroń i Bronisław Geremek w Warszawie). Sondaże przedwyborcze dawały partii 13–16% poparcia, zaś w lipcu partia osiągnęła 21% poparcia.

### BBWR
Kampania BBWR opierała się na autorytecie i poparciu prezydenta Lecha Wałęsy. Ugrupowanie skupiało przypadkowe osoby. Z powodu skłócenia prezydenta z obozem postsolidarnościowym, nie zdołało zawiązać koalicji z żadnym z ugrupowań tworzących rząd Hanny Suchockiej. W momencie powstania BBWR cieszył się poparciem sięgającym 18%, jednak z powodu braku nadziei na zawarcie szerokiej koalicji przez ugrupowania postsolidarnościowe, w ciągu kilku miesięcy poparcie spadło do 6–7%.

### KKW „Ojczyzna”
Komitet wyborczy powstał 13 lipca w Gdańsku. Koalicję patronatem objął arcybiskup Tadeusz Gocłowski. Główną partią tworzącą porozumienie było Zjednoczenie Chrześcijańsko-Narodowe. Oprócz ZChN w skład koalicji weszły Partia Konserwatywna, Stronnictwo Ludowo-Chrześcijańskie, Partia Chrześcijańskich Demokratów oraz Federacja Polskiej Przedsiębiorczości. Komitet wyborczy „Ojczyzna” zarejestrował się jako koalicja wyborcza, co spowodowało konieczność przekroczenia progu 8%.

### Pozostałe istotne partie prawicy
Głównym partiom prawicowym (ZChN, Porozumieniu Centrum, Porozumieniu Ludowemu i Ruchowi dla Rzeczypospolitej) nie udało się osiągnąć porozumienia i wystartowały w wyborach samodzielnie. Toczone przez okres dwóch miesięcy rozmowy pomiędzy RdR a PC w sprawie koalicji dostarczyły jedynie radości dziennikarzom oraz przeciwnikom ugrupowań. Obie partie nie doszły do porozumienia. 19 czerwca Jarosław Kaczyński stworzył blok wyborczy Porozumienie Centrum – Zjednoczenie Polskie, obejmujący kilka małych partii. 6 lipca Jan Olszewski powołał natomiast wokół RdR blok wyborczy o nazwie Koalicja dla Rzeczypospolitej (KdR).

### Samoobrona
Kampania Samoobrony oparta była na osobie jej lidera Andrzeja Leppera. Krytykował on polski kapitalizm i klasę polityczną jako podległą międzynarodowej finansjerze.
Kontrowersyjne wydarzenie miało miejsce w Praszce w województwie częstochowskim, gdy pewna grupa działaczy Samoobrony pobiła niepełnosprawnego burmistrza i obwiozła go na taczkach po rynku, Andrzej Lepper przedstawił osoby odpowiedzialne jako bohaterów sprawy.

## Kościół
Postawa Kościoła katolickiego w kampanii wyborczej należała do powściągliwych. Słowo pasterskie biskupów ograniczyło się do wskazania zasad moralnych, jakimi powinni się kierować katolicy. Wyjątkiem była postawa biskupa Józefa Życińskiego, który skrytykował postkomunistów, porównując obejmowanie przez nich władzy po upadku komunizmu do oddania władzy w powojennych Niemczech w ręce nazistów.

## Listy wyborcze w poszczególnych okręgach oraz ich liderzy[11]
| Okręg | PC                    | KKW „O”                 | PSL-PL               | KPN                      | SLD                     | PSL                   | KLD                      | NSZZ „S”             | UD                     | BBWR                        | UP                      | UPR                     | PWN-PSN              | PPPP                | KdR                             | X                     | Samoobrona            |
| ----- | --------------------- | ----------------------- | -------------------- | ------------------------ | ----------------------- | --------------------- | ------------------------ | -------------------- | ---------------------- | --------------------------- | ----------------------- | ----------------------- | -------------------- | ------------------- | ------------------------------- | --------------------- | --------------------- |
| Okręg |                       |                         |                      |                          |                         |                       |                          |                      |                        |                             |                         |                         |                      |                     |                                 |                       |                       |
| 1     | Jarosław Kaczyński    | Wiesław Chrzanowski     | Ewa Świerczewska     | Krzysztof Król           | Aleksander Kwaśniewski  | Andrzej Micewski      | Jan Krzysztof Bielecki   | Andrzej Smirnow      | Bronisław Geremek      | Jerzy Eysymontt             | Ryszard Bugaj           | Lech Pruchno-Wróblewski | Stefan Tejkowski     | Hanus Gross         | Jan Olszewski                   | Józef Kossecki        | Stanisław Skalski     |
| 2     | Tomasz Jackowski      | Henryk Goryszewski      | Marek Wąsik          | Zbigniew Adamczyk        | Lech Szymańczyk         | Janusz Piechociński   | Paweł Piskorski          | Andrzej Michalik     | Marek Balicki          | Marek Wielgus               | Wojciech Borowik        | Stefan Mincberg         | Bolesław Tejkowski   | –                   | Stanisław Hniedziewicz          | Stefania Kołakowska   | Roman Wycech          |
| 3     | Monika Olszewska      | Jerzy Szczygielski      | Elżbieta Oponowicz   | Adam Adamski             | Szczepan Skomra         | Franciszek Stefaniuk  | Paweł Bujalski           | Jan Kalinowski       | Marian Sobieszczuk     | Witold Krasucki             | Michał Osóbka-Morawski  | Andrzej Migasiuk        | Irena Patyra         | –                   | Zdzisław Orkisiewicz            | Sławomir Wysocki      | Zofia Grabczan        |
| 4     | Krzysztof Putra       | Halina Strębska         | Stanisław Kostka     | Tomasz Szczepański       | Włodzimierz Cimoszewicz | Adam Dobroński        | Ewa Bończak-Kucharczyk   | Zdzisław Piekarski   | Krzysztof Wolfram      | Krzysztof Chrzczonowicz     | Aleksander Małachowski  | Andrzej Stankiewicz     | –                    | –                   | Romuald Szeremietiew            | Ewa Leszczyńska       | Zbigniew Cieślak      |
| 5     | Józef Kania           | Roman Sanetra           | Kazimiera Micherda   | Kazimierz Wilk           | Ewa Spychalska          | Tadeusz Sabat         | Jan Pamuła               | Jan Frączek          | Grażyna Staniszewska   | Zbigniew Pietrzykowski      | Tadeusz Jedynak         | Marek Matlak            | –                    | –                   | Karol Jura                      | Stanisław Bibrzycki   | –                     |
| 6     | Antoni Tokarczuk      | Grzegorz Schreiber      | Henryk Sapalski      | Tomasz Kopiński          | Anna Bańkowska          | Maria Kurnatowska     | Marek Koczwara           | Andrzej Mazurowicz   | Jan Rulewski           | Ryszard Zienkiewicz         | Piotr Pankanin          | Bogdan Nowak            | Józef Szmelter       | Edward Szymkowiak   | Danuta Siuda                    | Wiesław Wróbel        | Teresa Marmucka-Lalka |
| 7     | Edward Szempruch      | Jerzy Michalak          | Eugeniusz Golec      | Zbigniew Madej           | Zbigniew Janowski       | Adam Rychliczek       | Lechosław Pastuszak      | Zdzisław Denysiuk    | Grzegorz Solarz        | Sławomir Rogucki            | Zenon Sławiński         | Radosław Chmielewski    | Zuzanna Sołtys       | –                   | Marek Koryciński                | Alicja Dominiak       | Kazimierz Podleśny    |
| 8     | Marek Dzieńkowski     | Paweł Zalewski          | Tadeusz Łączyński    | Bożena Kosińska          | Zbigniew Siemiątkowski  | Stanisław Żelichowski | Witold Gadomski          | Jerzy Olszewski      | Jan Piskorski          | Piotr Burgoński             | Witold Zajdziński       | Romuald Rakowski        | –                    | –                   | Stanisław Węgłowski             | Andrzej Turło-Purto   | Ireneusz Paliński     |
| 9     | Marek Dziubek         | Mieczysław Lipiński     | Zbigniew Szczypior   | Krzysztof Popenda        | Marek Lewandowski       | Ireneusz Skubis       | Anna Popowicz            | Marek Wójcik         | Helena Góralska        | Maria Barucka               | Karol Stryjski          | Tomasz Mysłek           | –                    | –                   | –                               | Aleksandra Siedlaczek | Józef Pawelec         |
| 10    | Leonard Krasulski     | Dariusz Waldziński      | Stanisław Anders     | Krzysztof Wójcik         | Małgorzata Ostrowska    | Stanisław Bobrowicz   | Krzysztof Kilian         | Grażyna Wojtas       | Krzysztof Luks         | Andrzej Kamiński            | Jerzy Müller            | Artur Zaremba           | –                    | –                   | Tadeusz Kopacz                  | Ireneusz Król         | Michał Bogacz         |
| 11    | Edmund Krasowski      | Aleksander Hall         | Alojzy Formela       | Piotr Aszyk              | Longin Pastusiak        | Krzysztof Trawicki    | Donald Tusk              | Jan Kulas            | Bogdan Borusewicz      | Hans Szyc                   | Bogusław Kaczmarek      | Sylwester Pruś          | –                    | Henryk Czoska       | Krzysztof Wyszkowski            | Genowefa Derkowska    | Andrzej Pyliński      |
| 12    | Władysław Klimek      | Kazimierz Marcinkiewicz | Józef Leszczyński    | Lesław Dykacz            | Tadeusz Jędrzejczak     | Ryszard Kołodziej     | Henryk Maciej Woźniak    | Roman Rutkowski      | Jerzy Wierchowicz      | Władysław Dajczak           | Jerzy Chuderski         | Piotr Kiewra            | –                    | –                   | Janusz Soroka                   | Lucyna Runiec         | Grażyna Borucka       |
| 13    | Andrzej Lubbe         | Arkadiusz Urban         | Alfons Jakubowski    | Zbigniew Czerniawski     | Jerzy Szmajdziński      | Marian Michalski      | Konrad Rowiński          | Tadeusz Lewandowski  | Marcin Zawiła          | Grażyna Mijal               | Ryszard Nowak           | Władysław Durlak        | –                    | –                   | Barbara Chruściel–Bobrowska     | Adam Skwarczyński     | Bogusław Kalita       |
| 14    | Antoni Pietkiewicz    | Andrzej Wojtyła         | Leszek Czapski       | Robert Tromski           | Marek Siwiec            | Józef Gruszka         | Narcyz Woldański         | Jarosław Wilner      | Jerzy Koralewski       | Antoni Tyrakowski           | Janusz Muzyczek         | Mariusz Kurzajczyk      | –                    | –                   | Lech Jęczmyk                    | Władysław Przybył     | Edward Orzeszyna      |
| 15    | Waldemar Pernach      | Wacław Niewiarowski     | Henryk Niemiec       | Krzysztof Laga           | Andrzej Szarawarski     | Jacek Soska           | Tytus Żurek              | Bogdan Żurek         | Barbara Imiołczyk      | Grzegorz Dziurowicz         | Eugeniusz Januła        | Leszek Igła             | Henryk Jarczok       | Marek Dziurowicz    | Jarosław Kiepura                | Władysław Sodo        | –                     |
| 16    | Leszek Piotrowski     | Anna Knysok             | Werner Harmansa      | Adam Słomka              | Barbara Blida           | Alojzy Gąsiorczyk     | Michał Boni              | Alojzy Pietrzyk      | Irena Lipowicz         | Jerzy Wuttke                | Zbigniew Bujak          | Andrzej Sielańczyk      | Stanisław Konieczny  | –                   | Janina Chmielowska              | Józefa Wiktor         | Andrzej Supron        |
| 17    | Czesław Sobierajski   | Janusz Steinhoff        | Lechosław Chęciński  | Janina Kraus             | Wacław Martyniuk        | Jerzy Pistelok        | Jacek Wojciechowicz      | Ryszard Łach         | Andrzej Potocki        | Bernard Szweda              | Wojciech Lamentowicz    | Józef Chorążyczewski    | Tadeusz Chołda       | –                   | Jerzy Gardynik                  | Jan Noga              | Jacek Szymański       |
| 18    | Witold Świtalski      | Edward Rzepka           | Stanisław Wiąckowski | Janusz Koza              | Władysław Adamski       | Alfred Domagalski     | Tomasz Bańkowski         | Waldemar Bartosz     | Juliusz Braun          | Krzysztof Grzegorek         | Tadeusz Moszyński       | Roman Giertych          | Stanisław Jaros      | Edward Strząbała    | Kazimierz Mieczysław Ujazdowski | Ryszard Kowalski      | Paweł Skórski         |
| 19    | Jan Buda              | Ireneusz Niewiarowski   | Stanisław Murakowski | Dariusz Tomczyk          | Józef Nowicki           | Jan Kopczyk           | Leszek Czajor            | Krzysztof Buszko     | Joanna Staręga-Piasek  | Eugeniusz Ochowiak          | Marek Pol               | Andrzej Janicki         | –                    | –                   | Tadeusz Żeleźnik                | Stanisław Tomaszek    | Ewa Andrzejczak       |
| 20    | Zdzisław Dubiella     | Beata Lesińska          | Bogdan Lau           | Włodzimierz Graff        | Ryszard Ulicki          | Władysław Święs       | Wiesław Stanisław Wójcik | Władysław Etc        | Wiesław Piotr Wójcik   | Stefan Tartanus             | Grażyna Bielawska       | Wiesław Szeląg          | –                    | –                   | Waldemar Pietkiewicz            | Dariusz Kałużniacki   | Andrzej Lepper        |
| 21    | Kazimierz Barczyk     | Ryszard Terlecki        | Tadeusz Jurek        | Leszek Moczulski         | Aleksander Krawczuk     | Bogdan Pęk            | Andrzej Arendarski       | Władysław Kielian    | Jan Rokita             | Stanisław Sendorek          | Piotr Czarnecki         | Jerzy Kuleta            | Barbara Krygier      | –                   | Antoni Macierewicz              | Marian Zakrzewski     | –                     |
| 22    | Tadeusz Górczyk       | Stanisław Zając         | Jerzy Flak           | Artur Then               | Witold Firak            | Władysław Wrona       | Roman Buchta             | Antoni Płaza         | Karol Heliński         | Zbigniew Hawliczek          | Krzysztof Owsiak        | Marian Dubniewicz       | –                    | –                   | Wiesław Tomasik                 | Marian Wysocki        | Lech Ejssymont        |
| 23    | Andrzej Tyszkiewicz   | Robert Raczyński        | Andrzej Wiencis      | Józef Janik              | Ryszard Zbrzyzny        | Tadeusz Samborski     | Emilian Stańczyszyn      | Wojciech Swakoń      | Tadeusz Pokrywka       | Józef Antoniak              | Janusz Grott            | Antoni Dzierżyński      | –                    | –                   | Henryk Karaś                    | –                     | Zdzisław Majka        |
| 24    | Tadeusz Tutkalik      | Jacek Turczyński        | Zdzisław Nicpoń      | Julita Banaśkiewicz      | Zbigniew Gorzelańczyk   | Janusz Maćkowiak      | Filip Kaczmarek          | Elżbieta Barys       | Edward Szczucki        | Bronisław Lachowicz         | Jerzy Mikosz            | Marek Goryniak          | –                    | –                   | Edward Mizikowski               | Lech Hain             | Wacław Berus          |
| 25    | Teresa Liszcz         | Zdzisław Antoń          | Jerzy Wójcik         | Dariusz Wójcik           | Izabella Sierakowska    | Zdzisław Podkański    | Zyta Gilowska            | Adam Biela           | Ryszard Setnik         | Stanisław Węglarz           | Michał Gołoś            | Stanisław Michalkiewicz | Jan Jędrak           | –                   | Wojciech Włodarczyk             | Michał Kamiński       | Stanisław Rymarz      |
| 26    | Marian Bąkowski       | Witold Dawidowski       | Piotr Zaręba         | Jacek Prusiński          | Mieczysław Czerniawski  | Józef Mioduszewski    | Zbigniew Skowroński      | Ireneusz Mieczkowski | Zdzisław Wołkowicki    | Krzysztof Ruciński          | Edmund Makieła          | Lech Nieradko           | –                    | –                   | Michał Drozdek                  | Henryk Rutyna         | Janusz Glinicki       |
| 27    | Ludwik Dorn           | Jerzy Kropiwnicki       | Piotr Kochanowski    | Andrzej Ostoja-Owsiany   | Leszek Miller           | Wiesław Stasiak       | Cezary Grabarczyk        | Andrzej Słowik       | Marek Czekalski        | Paweł Saar                  | Piotr Marciniak         | Jerzy Lepla             | Dariusz Nowański     | Andrzej Marjański   | Ryszard Wojciechowski           | Marta Podgórska       | Włodzimierz Kusik     |
| 28    | Lech Kaczyński        | Krzysztof Walasek       | Jan Turek            | Henryk Opilo             | Jerzy Lach              | Grażyna Kotowicz      | Czesław Borowicz         | Andrzej Szkaradek    | Zdobysław Milewski     | Jerzy Gwiżdż                | Anna Machalica-Pułtorak | Maciej Jachymiak        | –                    | –                   | Marian Banaś                    | Julian Szmigielski    | –                     |
| 29    | Adam Glapiński        | Halina Nowina Konopka   | Włodzimierz Sumara   | Bożena Geszczyńska       | Tadeusz Iwiński         | Zygmunt Suszczewicz   | Paweł Abramski           | Jerzy Niczyperowicz  | Marcin Święcicki       | Józef Grzegorczyk           | Artur Siedlarek         | Jerzy Szyszko           | –                    | –                   | Bogusław Owoc                   | Hanna Chyżyńska       | Grazyna Borowska      |
| 30    | Andrzej Andrysiak     | Jan Piątkowski          | Stanisław Wodyński   | Stanisław Wedler         | Jerzy Szteliga          | Władysław Medwid      | Jacek Kozłowski          | Franciszek Szelwicki | Kazimierz Szczygielski | Jan Hartman                 | Jan Zaborowski          | Tomasz Zborzyński       | Janusz Bober         | –                   | Władysław Białokur              | Marianna Morzyk       | –                     |
| 31    | Andrzej Diakonow      | Józef Gutowski          | Antoni Listwon       | Katarzyna Pietrzyk       | Wit Majewski            | Aleksander Łuczak     | Waldemar Budzyński       | Aldona Dobosz        | Karol Pękul            | Tadeusz Choromański         | Zbigniew Krystecki      | Tomasz Ulatowski        | –                    | –                   | Ziemowit Gawski                 | Stefan Bieniecki      | –                     |
| 32    | Jacek Ciechanowski    | Stanisław Mikołajczak   | Zbigniew Warpiński   | Jarosław Wartak          | Marek Borowski          | Jerzy Kado            | Ryszard Kulawiak         | Antoni Gawroch       | Bronisław Komorowski   | Krzysztof Bielaszka         | Ewa Nejman              | Bogdan Szymkowiak       | –                    | –                   | Tadeusz Okrasa                  | Iwona Rutyna          | Jerzy Trojanowski     |
| 33    | Antoni Wiśniewski     | Ryszard Wyczachowski    | Andrzej Jaros        | Jan Skrobisz             | Zbigniew Sobotka        | Roman Jagieliński     | Edward Olszewski         | Krzysztof Kółkiewicz | Barbara Wajnert        | Cezary Krawczyk             | Grzegorz Marciniak      | Włodzimierz Olczyk      | –                    | –                   | Władysław Adaszek               | Bogdan Najmrodzki     | Andrzej Surowiecki    |
| 34    | Mieczysław Bąkowski   | Krzysztof Górski        | Andrzej Balcerzak    | Michał Tokarzewski       | Andrzej Rokicki         | Waldemar Pawlak       | Eugeniusz Aleksandrowicz | Krzysztof Motylewski | Andrzej Celiński       | Andrzej Pietruszka          | Ryszard Wajszczak       | Józef Czurko            | Wojciech Orlikowski  | –                   | Dariusz Sarti                   | Tadeusz Kraśniewski   | Tadeusz Kaczmarek     |
| 35    | Tadeusz Dziuba        | Paweł Łączkowski        | Leszek Dziamski      | Przemysław Sytek         | Krystyna Łybacka        | Stanisław Kalemba     | Janusz Lewandowski       | Wacław Adamczyk      | Hanna Suchocka         | Piotr Janicki               | Wiesława Ziółkowska     | Janusz Korwin-Mikke     | Mariusz Wiśniewski   | –                   | Piotr Walerych                  | Czesław Stankowski    | Stanisław Muszyński   |
| 36    | Irena Lewandowska     | Andrzej Matusiewicz     | Augustyn Czubocha    | Andrzej Zapałowski       | Krystian Mirski         | Zbigniew Mierzwa      | Wojciech Mikuła          | Stanisław Baran      | Janusz Onyszkiewicz    | Jarosław Śliwiński          | Eugeniusz Noworyta      | Jan Witkiewicz          | –                    | –                   | Bogusław Drozd                  | Bogdan Kołakowski     | Alicja Lis            |
| 37    | Wojciech Dobrzyński   | Jan Łopuszański         | Henryk Bąk           | Krzysztof Bińkowski      | Stanisław Kuśmierski    | Kazimierz Adamski     | Janusz Rewiński          | Andrzej Belina       | Piotr Nowina-Konopka   | Tadeusz Kowalczyk           | Jan Padlewski           | Ryszard Pacak           | Artur Kusztal        | Wojciech Ozimek     | Stanisław Rojek                 | Stanisław Bęczkowski  | Alfred Pańkowski      |
| 38    | Witold Marczuk        | Waldemar Sikora         | Jan Kida             | Zbigniew Skorecki        | Wiesław Ciesielski      | Aleksander Bentkowski | Jacek Dębski             | Barbara Frączek      | Zbigniew Mączka        | Tadeusz Bechta              | Stanisław Długosz       | Barbara Marczuk         | –                    | –                   | Władysław Świetlicki            | Marian Cieślak        | Jerzy Rumianek        |
| 39    | Krzysztof Tchórzewski | Marian Piłka            | Jolanta Lutze        | Marek Michałowski        | Józef Oleksy            | Ryszard Smolarek      | Jerzy Woźnicki           | Sławomir Musiej      | Cezary Żołędowski      | Romualda Jabłońska-Ceglarek | Marek Poniatowski       | Robert Chomka           | Tadeusz Sikorski     | Kazimierz Mazek     | Jan Mizikowski                  | Sylwester Góral       | Krzysztof Lipka       |
| 40    | Aleksander Bartela    | Janusz Parada           | Mieczysław Pawlak    | Marek Michalik           | Irena Nowacka           | Wojciech Zarzycki     | Marek Cieślak            | Zbigniew Piotrowski  | Jadwiga Kałużewska     | Zbigniew Kosmęda            | Radzisława Gortat       | Wojciech Kosiba         | –                    | Stefan Mizieliński  | Mieczysław Skiedrzyński         | Urszula Dulas         | Anna Rożniata         |
| 41    | Jan Tonecki           | Henryk Rospara          | Jerzy Olejniczak     | Barbara Różycka-Orszulak | Andrzej Olszewski       | Janusz Wojciechowski  | Zbigniew Rokicki         | Ludwik Kuciński      | Anna Urbanowicz        | Ziemowit Janowski           | Izabela Jaruga-Nowacka  | Ireneusz Jabłoński      | –                    | Krystian Szadkowski | Mariusz Marasek                 | Andrzej Badełek       | –                     |
| 42    | Piotr Perszewski      | Adam Wyczawski          | Wojciech Stefanowski | Jerzy Tomasz Rosiński    | Kazimierz Iwaniec       | Henryk Szarbiewski    | Adam Giersz              | Barbara Suchojad     | Jan Król               | Stanisław Marmołowski       | Zofia Olek              | Waldemar Iniarski       | –                    | Zdzisław Bujakowski | Leszek Matulka                  | Stanisław Marek       | Ryszard Żydroń        |
| 43    | Jarosław Zieliński    | Józef Krajewski         | Andrzej Kwieciński   | Waldemar Polczyński      | Jerzy Dziewulski        | Henryk Bogdan         | Jarosław Słoma           | Lucjan Filipkowski   | Wojciech Łukowski      | Mirosław Nowakowski         | Janusz Szymański        | Krzysztof Bąkowski      | –                    | –                   | Krzysztof Zwierzyński           | Jerzy Dąbrowski       | Janusz Bryczkowski    |
| 44    | Jacek Sauk            | Artur Balazs            | Jan Białkowski       | Leszek Smykowski         | Jacek Piechota          | Józef Woroszczak      | Jacek Merkel             | Marek Słomski        | Włodzimierz Puzyna     | Andrzej Gołaś               | Maria Nowakowska        | Stefan Oleszczuk        | Henryk Bogusławski   | –                   | Stanisław Kocjan                | Jan Skwarczyński      | Władysław Komar       |
| 45    | Jacek Bujak           | Dariusz Kłeczek         | Henryk Suchora       | Krzysztof Kamiński       | Jerzy Jaskiernia        | Stanisław Masternak   | Michał Rudziński         | Andrzej Gargaś       | Marian Smółka          | Ryszard Kardasz             | Janusz Gidlewski        | Andrzej Ulok            | –                    | –                   | Roman Drecki                    | Józef Religa          | –                     |
| 46    | Piotr Wojciech Wójcik | Mariusz Grabowski       | Cezary Jagiełło      | Grzegorz Cygonik         | Krzysztof Janik         | Józef Kalisz          | Andrzej Sabatowski       | Andrzej Sikora       | Gwidon Wójcik          | Jan Legut                   | Janusz Bem              | Eustachy Kruczała       | –                    | –                   | Janusz Choiński                 | Stanisław Wątroba     | –                     |
| 47    | Wojciech Daniel       | Jerzy Matyjek           | Feliks Klimczak      | Elżbieta Michalak        | Marian Żenkiewicz       | Adam Szczęsny         | Marian Filar             | Jerzy Ostrouch       | Jan Wyrowiński         | Wiesław Jagielski           | Tadeusz Olszewski       | Maria Kostrzewa         | –                    | –                   | Kazimierz Górski                | Henryk Derkowski      | Renata Rochnowska     |
| 48    | Ryszard Kabat         | Teresa Bazała           | Marian Dembiński     | Adam Ziemiński           | Czesław Pogoda          | Jarosław Kurzawa      | Krzysztof Żabiński       | Jerzy Langer         | Jan Lityński           | Andrzej Lepak-Przybyłowicz  | Zygmunt Jakubczyk       | Roman Łambucki          | –                    | Ryszard Kruk        | Władysław Piasecki              | Mariusz Daszkiewicz   | Bogusław Łągiewka     |
| 49    | Krzysztof Gołębiewski | Włodzimierz Oborski     | Tadeusz Kaszubski    | Piotr Ciona              | Kazimierz Nowak         | Jan Szczepaniak       | Jolanta Wiśniewska       | Andrzej Peszynski    | Irena Wóycicka         | Wojciech Kwiatkowski        | Arkadiusz Horonziak     | Jan Malinowski          | –                    | –                   | Jan Orgelbrand                  | Kazimiera Jałoszyńska | Zbigniew Majchrzak    |
| 50    | Adam Lipiński         | Ryszard Czarnecki       | Edmund Galek         | Wojciech Błasiak         | Józef Kaleta            | Janusz Dobrosz        | Grzegorz Schetyna        | Marek Muszyński      | Władysław Frasyniuk    | Zdzisław Pisarek            | Stanisław Rogowski      | Antoni Koniuszewski     | Robert Smolański     | –                   | Kornel Morawiecki               | Grażyna Matusiak      | Ksawery Borowik       |
| 51    | Robert Terentiew      | Krzysztof Kalisz        | Jerzy Chróścikowski  | Andrzej Chmiel           | Jan Byra                | Jan Kowalik           | Tomasz Flis              | Wiktor Tulej         | Henryk Wujec           | Tomasz Pękalski             | Waldemar Szyszko        | Michał Kimak            | Henryk Rosół         | –                   | Cezary Piasecki                 | Bogumiła Szymańska    | Teresa Czuchra        |
| 52    | Witold Czarnecki      | Marcin Libicki          | Ryszard Suprynowicz  | Iwona Zakrzewska         | Tadeusz Biliński        | Józef Zych            | Jeremi Mordasewicz       | Maciej Jankowski     | Czesław Fiedorowicz    | Piotr Palcat                | Kazimierz Pańtak        | Elżbieta Wilczyńska     | Włodzimierz Banasiak | –                   | Damian Jakubowski               | Andrzej Brzezicki     | Wojciech Półtorak     |

Listy które zarejestrowały kandydatów, tylko w części okręgów wyborczych
| Okręg | TSKN            | OKN             | O-LP                | RAŚ           | NOT                 | RPP              | PUP                | PiP             | Spół. Dom      | PFN           | WAB              | OSMN          | PFP              | PPOK          | MN           | CMN         | ZB                | NTO               |
| ----- | --------------- | --------------- | ------------------- | ------------- | ------------------- | ---------------- | ------------------ | --------------- | -------------- | ------------- | ---------------- | ------------- | ---------------- | ------------- | ------------ | ----------- | ----------------- | ----------------- |
| Okręg |                 |                 |                     |               |                     |                  |                    |                 |                |               |                  |               |                  |               |              |             |                   |                   |
| 1     | –               | –               | Zygmunt Krzemiński  | –             | Jan Salamończyk     | –                | –                  | –               | –              | –             | –                | –             | –                | –             | –            | –           | –                 | –                 |
| 2     | –               | –               | Paweł Siemieniuk    | –             | –                   | –                | –                  | –               | –              | –             | –                | –             | –                | –             | –            | –           | –                 | –                 |
| 3     | –               | –               | Marian Jędryka      | –             | –                   | –                | –                  | –               | –              | –             | –                | –             | –                | –             | –            | –           | –                 | –                 |
| 4     | –               | –               | –                   | –             | –                   | –                | –                  | –               | –              | –             | –                | –             | –                | –             | –            | –           | Antoni Mironowicz | –                 |
| 5     | –               | –               | Bogumiła Boba       | –             | Kazimierz Rajzer    | –                | –                  | –               | –              | –             | –                | –             | –                | –             | –            | –           | –                 | –                 |
| 6     | –               | –               | –                   | –             | Andrzej Myśliwiec   | –                | –                  | –               | –              | –             | –                | –             | –                | –             | –            | –           | –                 | –                 |
| 7     | –               | –               | –                   | –             | Józef Malinowski    | –                | –                  | –               | –              | –             | –                | –             | –                | –             | –            | –           | –                 | –                 |
| 8     | –               | –               | Józef Pasiewicz     | –             | Janusz Berdowski    | –                | –                  | –               | –              | –             | –                | –             | –                | –             | –            | –           | –                 | –                 |
| 9     | –               | –               | Janusz Sperka       | –             | Marek Hercog        | –                | –                  | –               | –              | –             | –                | –             | –                | –             | –            | Edward Flak | –                 | –                 |
| 11    | –               | Andrzej Gwiazda | –                   | –             | –                   | –                | –                  | –               | –              | Wojciech Bela | –                | –             | –                | –             | –            | –           | –                 | –                 |
| 14    | –               | –               | –                   | –             | Stanisław Zalejski  | –                | –                  | –               | –              | –             | –                | –             | –                | –             | –            | –           | –                 | –                 |
| 15    | –               | –               | –                   | –             | –                   | Jerzy Rachtan    | Eugeniusz Kowalski | –               | –              | –             | –                | –             | –                | –             | –            | –           | –                 | –                 |
| 16    | Ryszard Hudy    | –               | –                   | Jerzy Bogacki | –                   | Marian Kowalczyk | Leszek Bujak       | Dietmar Brehmer | –              | –             | –                | –             | –                | –             | –            | –           | –                 | –                 |
| 17    | Roman Kurzbauer | –               | –                   | Leszek Pyszny | –                   | –                | Adam Gorzelany     | –               | –              | –             | –                | –             | –                | –             | –            | –           | –                 | –                 |
| 19    | –               | –               | –                   | –             | Jan Sobutka         | –                | –                  | –               | –              | –             | –                | –             | –                | –             | –            | –           | –                 | –                 |
| 21    | –               | –               | –                   | –             | Andrzej Reczyński   | –                | –                  | –               | –              | –             | –                | –             | –                | –             | –            | –           | –                 | –                 |
| 23    | –               | –               | –                   | –             | Ryszard Chamer      | –                | –                  | –               | –              | –             | –                | –             | –                | –             | –            | –           | –                 | –                 |
| 24    | –               | –               | –                   | –             | Antoni Chocianowski | –                | –                  | –               | –              | –             | –                | –             | –                | –             | –            | –           | –                 | –                 |
| 25    | –               | –               | –                   | –             | Stanisław Zaremba   | –                | –                  | –               | –              | –             | Iwontyna Derkacz | –             | –                | –             | –            | –           | –                 | –                 |
| 26    | –               | –               | Wacław Krajewski    | –             | –                   | –                | –                  | –               | –              | –             | –                | –             | –                | –             | –            | –           | –                 | –                 |
| 27    | –               | –               | Bogusław Rybicki    | –             | Andrzej Tarka       | –                | –                  | –               | –              | –             | –                | –             | –                | –             | –            | –           | –                 | –                 |
| 29    | –               | –               | –                   | –             | –                   | –                | –                  | –               | –              | –             | –                | Walter Angrik | –                | –             | –            | –           | –                 | –                 |
| 30    | –               | –               | –                   | –             | Dominik Kuźmiński   | –                | –                  | –               | –              | –             | –                | –             | –                | –             | Henryk Kroll | –           | –                 | –                 |
| 32    | –               | –               | –                   | –             | Władysław Grzelak   | –                | –                  | –               | –              | –             | –                | –             | –                | –             | –            | –           | –                 | –                 |
| 33    | –               | –               | Stanisław Głód      | –             | –                   | –                | –                  | –               | –              | –             | –                | –             | –                | –             | –            | –           | –                 | Julian Brzozowski |
| 34    | –               | –               | Wiesław Łęczycki    | –             | –                   | –                | –                  | –               | –              | –             | –                | –             | –                | –             | –            | –           | –                 | –                 |
| 35    | –               | –               | Jerzy Marcickiewicz | –             | Antoni Milkiewicz   | –                | Anna Ziółkowska    | –               | –              | –             | –                | –             | –                | –             | –            | –           | –                 | –                 |
| 37    | –               | –               | –                   | –             | Jan Cissowski       | –                | –                  | –               | Ryszard Kaczor | –             | –                | –             | Jan Bratoszewski | –             | –            | –           | –                 | –                 |
| 38    | –               | Józef Wójcik    | Jan Znamirowski     | –             | –                   | –                | –                  | –               | –              | –             | –                | –             | –                | –             | –            | –           | –                 | –                 |
| 44    | –               | –               | Jan Kostecki        | –             | –                   | –                | –                  | –               | –              | –             | –                | –             | –                | –             | –            | –           | –                 | –                 |
| 45    | –               | –               | –                   | –             | Józef Kirejczyk     | –                | –                  | –               | –              | –             | –                | –             | –                | –             | –            | –           | –                 | –                 |
| 47    | –               | –               | –                   | –             | –                   | –                | –                  | –               | –              | –             | –                | –             | –                | Antoni Czajka | –            | –           | –                 | –                 |
| 49    | –               | –               | –                   | –             | Jerzy Pietraszewski | –                | –                  | –               | –              | –             | –                | –             | –                | –             | –            | –           | –                 | –                 |
| 50    | –               | –               | Norbert Tomczyk     | –             | Cezary Sierpiński   | –                | –                  | –               | –              | –             | –                | –             | –                | –             | –            | –           | –                 | –                 |
| 51    | –               | –               | –                   | –             | Zdzisław Franke     | –                | –                  | –               | –              | –             | –                | –             | –                | –             | –            | –           | –                 | –                 |

## Wyniki głosowania i wyniki wyborów do Sejmu II kadencji
Frekwencja w wyborach do Sejmu wyniosła 52,13% i była wyższa od frekwencji w poprzednich wyborach parlamentarnych, lecz także wyraźnie niższa niż w pierwszej turze wyborów z 1989. Najmniejszą frekwencję odnotowano na terenach dawnej kongresówki, a największą na terenach dawnej Galicji.

### Wyniki wyborów do Sejmu RP

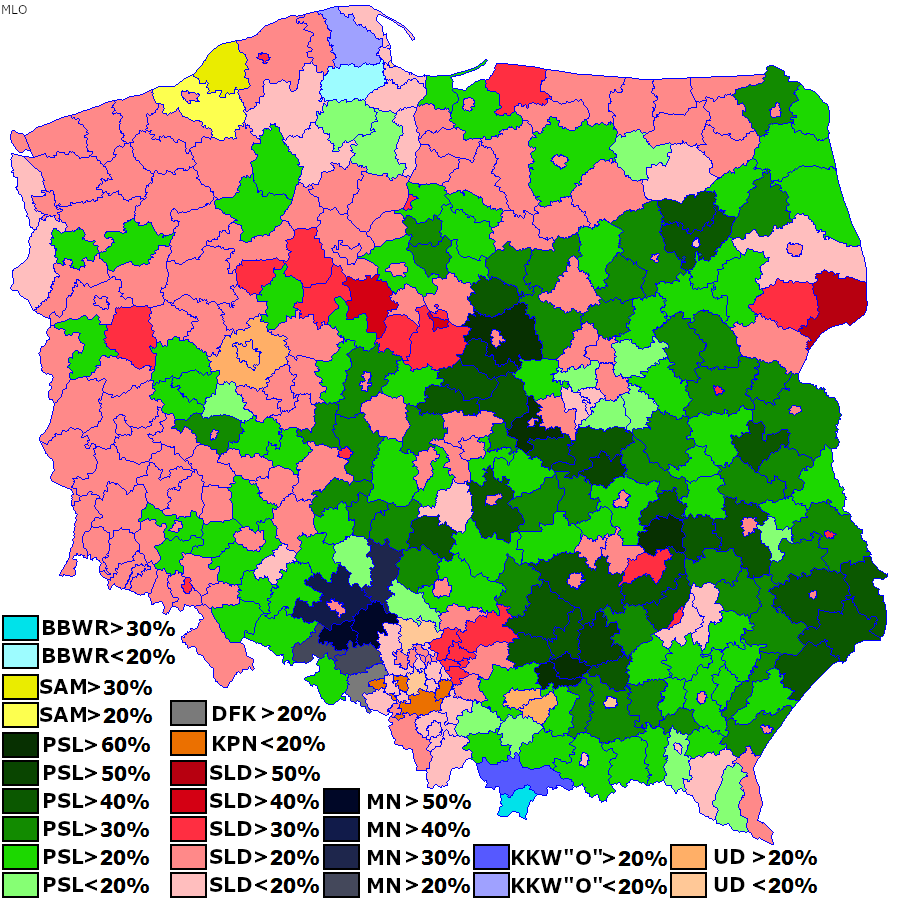
Wybory parlamentarne w Polsce w 1993 w powiatach (według stanu po reformie z 1999).

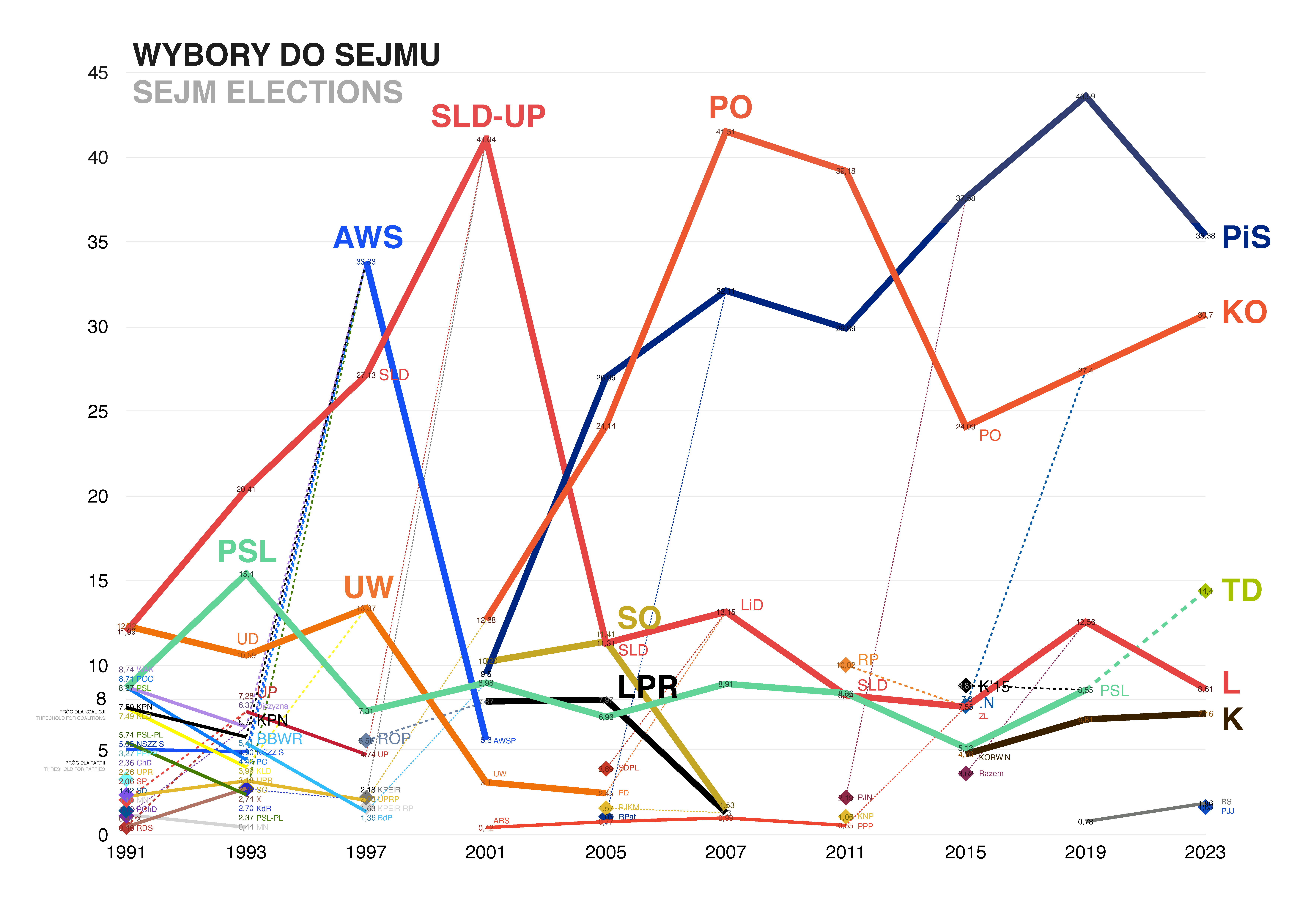
Wyniki wyborów do Sejmu 1991–2019

Zwycięzcy w poszczególnych okręgach w wyborach do Sejmu RP

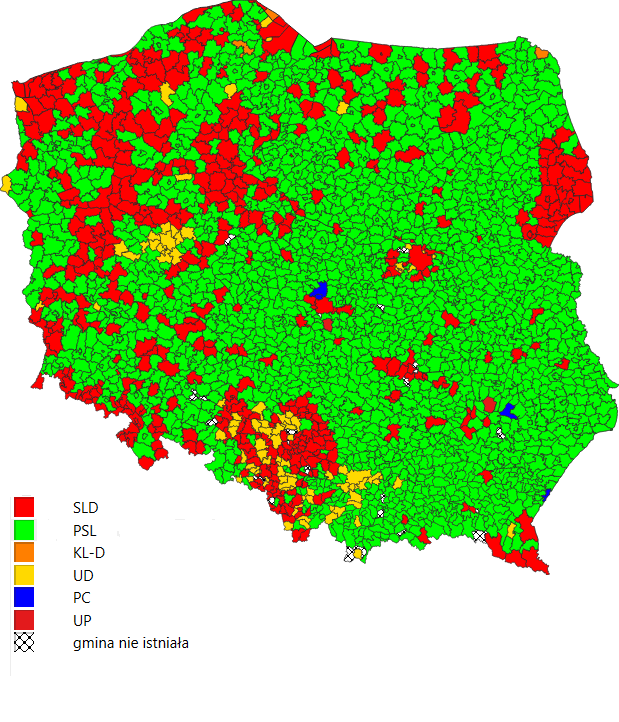
Zwycięzcy w poszczególnych gminach w wyborach do Sejmu RP

| Komitet wyborczy | Komitet wyborczy                                         | Głosy      | Głosy  | Głosy | Mandaty | Mandaty | Mandaty |
| Komitet wyborczy | Komitet wyborczy                                         | Liczba     | %      | +/−   | Liczba  | +/−     | %       |
| ---------------- | -------------------------------------------------------- | ---------- | ------ | ----- | ------- | ------- | ------- |
|                  | Sojusz Lewicy Demokratycznej                             | 2 815 169  | 20,41  | 8,42  | 171     | 111     | 37,17   |
|                  | Polskie Stronnictwo Ludowe                               | 2 124 367  | 15,40  | 6,73  | 132     | 84      | 28,70   |
|                  | Unia Demokratyczna                                       | 1 460 957  | 10,59  | 1,73  | 74      | 12      | 16,09   |
|                  | Unia Pracy                                               | 1 005 004  | 7,28   | –     | 41      | –       | 8,91    |
|                  | Konfederacja Polski Niepodległej                         | 795 487    | 5,77   | 1,73  | 22      | 24      | 4,78    |
|                  | Bezpartyjny Blok Wspierania Reform                       | 746 653    | 5,41   | –     | 16      | –       | 3,48    |
|                  | Mniejszość Niemiecka                                     | 60 770     | 0,44   | 0,74  | 3       | 4       | 0,65    |
|                  | Towarzystwo Społeczno-Kulturalne Niemców – DFK           | 23 396     | 0,17   | –     | 1       | –       | 0,22    |
|                  |                                                          |            |        |       |         |         |         |
|                  | Katolicki Komitet Wyborczy „Ojczyzna”                    | 878 445    | 6,37   | 3,28  | –       | 53      | –       |
|                  | Niezależny Samorządny Związek Zawodowy „Solidarność”     | 676 334    | 4,90   | 0,15  | –       | 27      | –       |
|                  | Porozumienie Centrum                                     | 609 973    | 4,42   | 4,29  | –       | 44      | –       |
|                  | Kongres Liberalno-Demokratyczny                          | 550 578    | 3,99   | 3,50  | –       | 37      | –       |
|                  | Unia Polityki Realnej                                    | 438 559    | 3,18   | 0,92  | –       | 3       | –       |
|                  | Samoobrona – Leppera                                     | 383 967    | 2,78   | 2,75  | –       | –       | –       |
|                  | Partia X                                                 | 377 480    | 2,74   | 2,27  | –       | 3       | –       |
|                  | Koalicja dla Rzeczypospolitej                            | 371 923    | 2,70   | –     | –       | –       | –       |
|                  | Polskie Stronnictwo Ludowe – Porozumienie Ludowe         | 327 085    | 2,37   | 3,10  | –       | 28      | –       |
|                  | Ruch Autonomii Śląska                                    | 26 357     | 0,19   | 0,17  | –       | 2       | –       |
|                  | NOT Stowarzyszenia Techniczne                            | 22 717     | 0,16   | –     | –       | –       | –       |
|                  | Ojczyzna – Lista Polska                                  | 15 958     | 0,12   | –     | –       | –       | –       |
|                  | Polska Wspólnota Narodowa – Polskie Stronnictwo Narodowe | 14 989     | 0,11   | 0,06  | –       | –       | –       |
|                  | Polska Partia Przyjaciół Piwa                            | 14 382     | 0,10   | 3,17  | –       | 16      | –       |
|                  | Pojednanie i Przyszłość Niemiecka Wspólnota              | 13 776     | 0,10   | 0,05  | –       | –       | –       |
|                  | Związek Białoruski                                       | 10 164     | 0,07   | –     | –       | –       | –       |
|                  | Mniejszość Niemiecka                                     | 10 068     | 0,07   | –     | –       | –       | –       |
|                  | Otwarta Kampania Niezależnych – Poza Układem             | 6 918      | 0,05   | –     | –       | –       | –       |
|                  | Polska Unia Pracujących                                  | 6 789      | 0,05   | –     | –       | –       | –       |
|                  | Mniejszość Niemiecka woj. olsztyńskiego                  | 2 444      | 0,02   | –     | –       | –       | –       |
|                  | Rzemieślnicza Partia Polski                              | 2 251      | 0,02   | –     | –       | –       | –       |
|                  | Wyborcza Akcja Bezrobotnych                              | 900        | 0,01   | –     | –       | –       | –       |
|                  | Polska Partia Odnowy Kraju                               | 663        | 0,01   | –     | –       | –       | –       |
|                  | Polski Front Narodowy                                    | 565        | 0,01   | –     | –       | –       | –       |
|                  | Narodowe Towarzystwo Oświatowe                           | 463        | 0,01   | –     | –       | –       | –       |
|                  | Spółdzielczy Dom                                         | 418        | 0,01   | –     | –       | –       | –       |
|                  | Polski Front Patriotyczny                                | 258        | 0,01   | –     | –       | –       | –       |
|                  |                                                          |            |        |       |         |         |         |
| Ogółem           | Ogółem                                                   | 13 796 227 | 100,00 | –     | 460     | –       | 100,00  |
| Głosy nieważne   | Głosy nieważne                                           | 619 359    | 4,30   | 1,33  |         |         |         |
| Frekwencja       | Frekwencja                                               | 14 415 586 | 52,13  | 8,93  |         |         |         |

Liczba mandatów
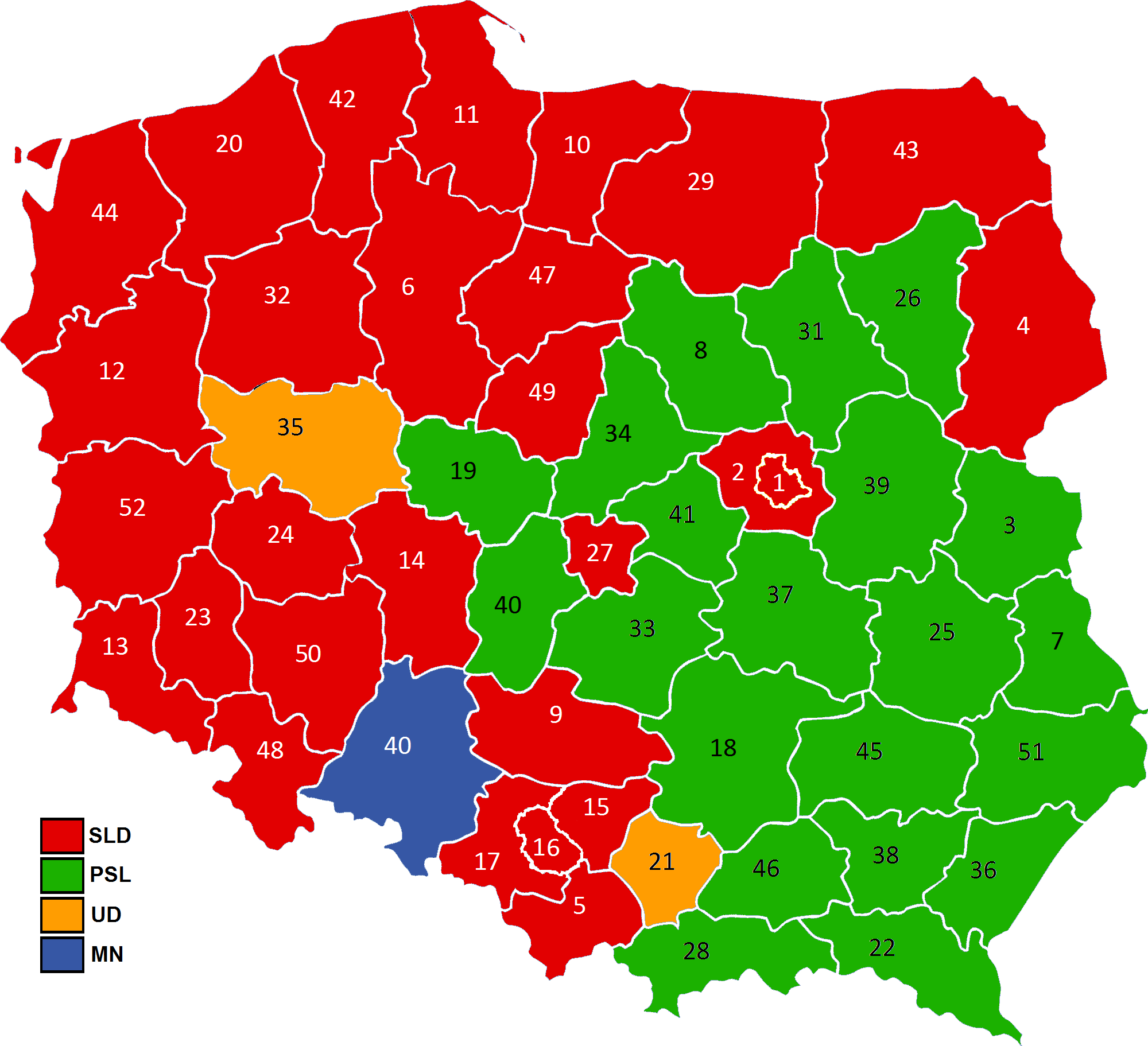
Zwycięskie komitety wyborcze w okręgach

Podział mandatów i rozkład procentowy poparcia w wyniku wyborów z uwzględnieniem podziału na późniejszą koalicję rządzącą w kolejności: ugrupowania rządowe, opozycja parlamentarna i pozaparlamentarna (komitety, które nie przekroczyły 1% poparcia w skali kraju, potraktowano zbiorczo):
|     |     |    |    |     |    |  |  |
| ↓   |     |    |    |     |    |  |  |
| 171 | 132 | 74 | 41 | 22  | 16 |  |  |
| SLD | PSL | UD | UP | KPN |    |  |  |

|     |     |    |    |     |      |     |     |    |     |     |     |   |  |  |  |
| ↓   |     |    |    |     |      |     |     |    |     |     |     |   |  |  |  |
| SLD | PSL | UD | UP | KPN | BBWR | „O” | „S” | PC | KLD | UPR | S–L | X |  |  |  |

#### Wyniki głosowania w skali okręgów
Wszystkie dane wyrażono w procentach.
| Okręg  | Nazwa                |       |       |       |       |       |       |       |      |      |       |      |       |      |      |        |       |      |      | Frekwencja |
| Okręg  | Nazwa                | SLD   | PSL   | UD    | UP    | „O”   | KPN   | BBWR  | „S”  | PC   | KLD   | UPR  | Sam.  | X    | KdP  | PSL-PL | MN    | TSKN | Inni | Frekwencja |
| ------ | -------------------- | ----- | ----- | ----- | ----- | ----- | ----- | ----- | ---- | ---- | ----- | ---- | ----- | ---- | ---- | ------ | ----- | ---- | ---- | ---------- |
| 1      | Warszawa I           | 22,37 | 2,77  | 16,83 | 11,94 | 4,69  | 3,53  | 6,39  | 3,39 | 7,80 | 8,04  | 4,03 | 1,11  | 0,72 | 5,20 | 0,41   | –     | –    | 0,78 | 61,09      |
| 2      | Warszawa II          | 15,12 | 12,30 | 10,43 | 8,50  | 7,00  | 4,85  | 7,81  | 5,13 | 6,99 | 5,10  | 4,12 | 2,39  | 2,20 | 4,55 | 2,90   | –     | –    | 0,61 | 48,72      |
| 3      | Biała Podlaska       | 17,21 | 32,68 | 3,71  | 2,96  | 8,34  | 3,47  | 3,92  | 3,28 | 3,45 | 1,36  | 1,59 | 3,89  | 3,51 | 5,19 | 4,44   | –     | –    | 0,99 | 52,74      |
| 4      | Białystok            | 24,77 | 10,23 | 5,97  | 6,42  | 13,73 | 4,47  | 4,15  | 3,79 | 4,03 | 2,58  | 2,32 | 2,09  | 1,67 | 7,46 | 2,34   | –     | –    | 4,00 | 52,22      |
| 5      | Bielsko-Biała        | 16,12 | 10,09 | 14,44 | 5,91  | 9,27  | 10,47 | 8,07  | 6,57 | 3,89 | 4,70  | 3,56 | –     | 2,27 | 2,08 | 1,67   | –     | –    | 0,88 | 55,34      |
| 6      | Bydgoszcz            | 29,41 | 11,02 | 10,22 | 6,79  | 6,13  | 3,77  | 4,67  | 2,94 | 6,80 | 3,70  | 2,81 | 4,27  | 3,25 | 1,58 | 1,28   | –     | –    | 1,36 | 57,05      |
| 7      | Chełm                | 23,90 | 26,13 | 4,63  | 3,13  | 6,26  | 6,09  | 4,34  | 3,63 | 2,63 | 1,30  | 2,62 | 5,22  | 3,22 | 2,78 | 3,17   | –     | –    | 0,93 | 49,30      |
| 8      | Ciechanów            | 21,38 | 26,51 | 4,04  | 4,93  | 5,01  | 2,53  | 3,12  | 2,71 | 3,73 | 2,33  | 1,34 | 3,13  | 5,02 | 3,52 | 9,65   | –     | –    | 1,05 | 48,72      |
| 9      | Częstochowa          | 20,27 | 16,14 | 8,15  | 6,44  | 5,02  | 8,44  | 4,77  | 5,75 | 5,55 | 2,70  | 3,72 | 3,32  | 3,62 | –    | 1,95   | 3,51  | –    | 0,66 | 48,72      |
| 10     | Elbląg               | 24,79 | 15,27 | 7,90  | 7,38  | 3,97  | 5,10  | 4,51  | 4,15 | 5,01 | 4,97  | 3,26 | 5,12  | 4,74 | 2,19 | 1,63   | –     | –    | –    | 48,87      |
| 11     | Gdańsk               | 15,59 | 6,02  | 11,59 | 6,82  | 6,64  | 4,77  | 8,32  | 8,14 | 6,53 | 10,83 | 4,51 | 2,55  | 1,53 | 2,75 | 1,88   | –     | –    | 1,54 | 55,58      |
| 12     | Gorzów Wielkopolski  | 25,21 | 16,84 | 9,74  | 6,32  | 6,67  | 3,90  | 3,37  | 4,45 | 4,08 | 4,27  | 2,77 | 4,82  | 4,09 | 1,28 | 2,18   | –     | –    | –    | 50,25      |
| 13     | Jelenia Góra         | 24,43 | 12,39 | 10,64 | 9,88  | 4,31  | 5,46  | 5,06  | 6,33 | 3,38 | 3,69  | 3,40 | 4,62  | 3,07 | 2,01 | 1,33   | –     | –    | –    | 49,19      |
| 14     | Kalisz               | 23,50 | 23,09 | 9,64  | 6,07  | 5,46  | 3,17  | 4,54  | 4,40 | 3,72 | 2,39  | 2,25 | 3,44  | 3,49 | 1,93 | 2,33   | –     | –    | 0,57 | 56,64      |
| 15     | Sosnowiec            | 33,65 | 6,95  | 9,18  | 8,30  | 4,54  | 9,68  | 3,83  | 6,12 | 3,50 | 3,27  | 3,44 | –     | 4,04 | 1,63 | 0,81   | –     | –    | 1,04 | 55,59      |
| 16     | Katowice             | 18,97 | 3,52  | 14,06 | 8,66  | 6,34  | 9,37  | 7,62  | 7,07 | 3,97 | 5,64  | 3,19 | 1,36  | 1,99 | 1,26 | 0,29   | –     | 1,06 | 5,64 | 44,69      |
| 17     | Gliwice              | 16,11 | 4,61  | 14,01 | 6,18  | 6,69  | 10,53 | 8,68  | 6,03 | 3,92 | 4,50  | 3,73 | 2,02  | 2,70 | 1,67 | 0,66   | –     | 4,26 | 3,70 | 47,17      |
| 18     | Kielce               | 23,20 | 27,55 | 6,57  | 6,49  | 4,08  | 5,61  | 3,73  | 4,31 | 2,80 | 2,62  | 2,09 | 3,11  | 3,00 | 2,40 | 2,04   | –     | –    | 0,39 | 49,53      |
| 19     | Konin                | 21,13 | 24,52 | 5,91  | 6,39  | 7,25  | 4,37  | 4,01  | 4,35 | 2,43 | 2,13  | 2,28 | 3,92  | 5,28 | 2,52 | 3,02   | –     | –    | 0,50 | 49,93      |
| 20     | Koszalin             | 25,21 | 11,17 | 10,81 | 7,29  | 3,99  | 4,18  | 4,12  | 3,06 | 3,57 | 3,23  | 2,78 | 13,93 | 2,89 | 1,98 | 1,80   | –     | –    | –    | 53,16      |
| 21     | Kraków               | 13,86 | 9,52  | 18,47 | 6,90  | 5,78  | 11,62 | 7,17  | 6,12 | 3,95 | 5,60  | 4,81 | –     | 1,16 | 3,18 | 1,38   | –     | –    | 0,47 | 52,41      |
| 22     | Krosno               | 12,51 | 17,92 | 7,88  | 4,12  | 14,23 | 8,73  | 3,33  | 5,64 | 4,18 | 1,54  | 3,44 | 3,35  | 3,25 | 5,40 | 4,48   | –     | –    | –    | 53,20      |
| 23     | Legnica              | 25,27 | 15,84 | 8,00  | 10,68 | 4,29  | 5,97  | 5,15  | 4,88 | 3,75 | 3,08  | 2,89 | 5,09  | –    | 1,99 | 2,64   | –     | –    | 0,48 | 51,27      |
| 24     | Leszno               | 21,88 | 21,03 | 9,71  | 7,32  | 6,16  | 2,70  | 6,66  | 3,04 | 2,68 | 2,32  | 3,53 | 4,08  | 4,24 | 1,78 | 2,29   | –     | –    | 0,57 | 51,48      |
| 25     | Lublin               | 20,49 | 21,48 | 6,77  | 4,61  | 4,96  | 6,86  | 4,29  | 4,94 | 6,27 | 2,35  | 3,40 | 2,75  | 2,08 | 4,87 | 3,17   | –     | –    | 0,71 | 51,48      |
| 26     | Łomża                | 10,46 | 29,18 | 4,05  | 4,47  | 11,96 | 4,88  | 4,55  | 5,02 | 2,17 | 1,26  | 2,42 | 3,67  | 3,60 | 3,79 | 6,72   | –     | –    | 1,79 | 48,80      |
| 27     | Łódź                 | 26,62 | 5,38  | 12,08 | 11,05 | 6,93  | 5,62  | 5,10  | 4,60 | 3,88 | 5,06  | 4,16 | 2,42  | 2,48 | 2,78 | 0,80   | –     | –    | 1,02 | 53,52      |
| 28     | Nowy Sącz            | 8,98  | 18,23 | 9,47  | 2,70  | 16,33 | 6,39  | 13,04 | 6,87 | 5,19 | 3,23  | 2,08 | –     | 1,60 | 3,33 | 2,58   | –     | –    | –    | 53,39      |
| 29     | Olsztyn              | 23,70 | 14,79 | 9,10  | 7,26  | 4,00  | 5,07  | 4,12  | 3,92 | 4,01 | 6,39  | 2,62 | 4,66  | 4,83 | 2,29 | 2,28   | –     | –    | 0,94 | 51,51      |
| 30     | Opole                | 16,72 | 13,51 | 10,06 | 5,48  | 4,60  | 4,94  | 4,41  | 4,46 | 3,71 | 4,56  | 2,39 | –     | 2,07 | 1,60 | 1,93   | 18,96 | –    | 0,60 | 46,45      |
| 31     | Ostrołęka            | 16,91 | 27,31 | 6,24  | 3,82  | 10,58 | 3,67  | 4,52  | 4,27 | 4,02 | 2,22  | 2,33 | 1,51  | 5,00 | 4,10 | 3,50   | –     | –    | –    | 45,95      |
| 32     | Piła                 | 27,48 | 16,38 | 9,90  | 5,08  | 6,26  | 3,76  | 3,62  | 2,98 | 3,64 | 2,91  | 2,67 | 6,14  | 3,45 | 1,56 | 3,58   | –     | –    | 0,59 | 56,74      |
| 33     | Piotrków Trybunalski | 18,21 | 24,02 | 5,76  | 8,08  | 5,12  | 6,15  | 4,53  | 5,58 | 4,35 | 2,62  | 2,34 | 3,52  | 3,60 | 2,40 | 3,10   | –     | –    | 0,63 | 49,40      |
| 34     | Płock                | 17,31 | 43,97 | 6,21  | 4,53  | 2,81  | 3,02  | 2,63  | 3,12 | 2,98 | 1,49  | 1,86 | 2,48  | 3,66 | 1,76 | 1,67   | –     | –    | 0,50 | 52,88      |
| 35     | Poznań               | 18,63 | 10,03 | 22,87 | 14,57 | 4,85  | 2,11  | 3,45  | 2,70 | 2,41 | 3,91  | 5,31 | 2,34  | 2,87 | 1,45 | 1,31   | –     | –    | 1,20 | 59,33      |
| 36     | Przemyśl             | 12,93 | 29,18 | 8,41  | 3,08  | 9,50  | 7,56  | 3,73  | 5,64 | 5,55 | 2,07  | 1,48 | 2,51  | 1,98 | 1,95 | 4,45   | –     | –    | –    | 52,71      |
| 37     | Radom                | 17,15 | 26,59 | 5,85  | 5,16  | 5,39  | 5,17  | 6,07  | 4,80 | 3,34 | 2,49  | 3,59 | 2,69  | 2,12 | 3,93 | 4,34   | –     | –    | 1,32 | 49,43      |
| 38     | Rzeszów              | 12,66 | 20,91 | 5,70  | 4,71  | 10,63 | 8,12  | 5,20  | 8,34 | 4,74 | 1,36  | 2,50 | 2,20  | 1,95 | 3,49 | 6,43   | –     | –    | 1,07 | 55,40      |
| 39     | Siedlce              | 16,75 | 29,71 | 4,55  | 3,44  | 6,55  | 3,90  | 4,46  | 3,06 | 4,54 | 1,29  | 1,49 | 2,82  | 3,37 | 3,09 | 10,12  | –     | –    | 0,87 | 47,82      |
| 40     | Sieradz              | 18,50 | 28,26 | 5,26  | 5,69  | 4,48  | 5,04  | 3,29  | 3,39 | 3,68 | 2,79  | 1,44 | 3,52  | 4,28 | 2,77 | 7,16   | –     | –    | 0,45 | 51,15      |
| 41     | Skierniewice         | 17,87 | 30,95 | 6,06  | 6,12  | 4,91  | 4,00  | 5,00  | 4,07 | 3,56 | 2,48  | 3,13 | –     | 3,90 | 3,44 | 4,08   | –     | –    | 0,42 | 47,48      |
| 42     | Słupsk               | 25,83 | 15,43 | 9,16  | 6,04  | 4,09  | 4,23  | 5,11  | 3,70 | 2,89 | 2,43  | 2,74 | 10,04 | 3,81 | 1,89 | 2,23   | –     | –    | 0,37 | 51,95      |
| 43     | Suwałki              | 18,64 | 17,27 | 6,12  | 7,34  | 6,73  | 4,92  | 6,25  | 4,20 | 5,02 | 3,93  | 3,66 | 5,73  | 4,54 | 1,98 | 3,67   | –     | –    | –    | 45,91      |
| 44     | Szczecin             | 22,96 | 9,01  | 12,55 | 8,99  | 5,31  | 6,48  | 5,45  | 4,27 | 4,36 | 4,00  | 5,32 | 3,99  | 3,56 | 1,87 | 1,41   | –     | –    | 0,49 | 51,13      |
| 45     | Tarnobrzeg           | 18,31 | 27,98 | 4,45  | 4,07  | 5,43  | 7,01  | 5,97  | 8,22 | 4,94 | 1,57  | 2,32 | –     | 3,34 | 2,41 | 3,70   | –     | –    | 0,26 | 48,42      |
| 46     | Tarnów               | 9,22  | 29,12 | 10,31 | 4,90  | 13,82 | 7,45  | 5,33  | 5,33 | 3,02 | 2,24  | 2,78 | –     | 1,94 | 3,21 | 1,34   | –     | –    | –    | 51,47      |
| 47     | Toruń                | 25,13 | 15,59 | 11,06 | 7,89  | 6,59  | 4,46  | 4,17  | 1,95 | 3,82 | 3,06  | 2,50 | 3,95  | 4,04 | 2,07 | 3,45   | –     | –    | 0,29 | 51,68      |
| 48     | Wałbrzych            | 24,86 | 10,75 | 11,20 | 10,50 | 4,81  | 5,45  | 4,98  | 7,32 | 4,76 | 2,45  | 2,16 | 4,51  | 2,98 | 1,72 | 1,17   | –     | –    | 0,40 | 49,85      |
| 49     | Włocławek            | 32,53 | 19,87 | 5,59  | 6,47  | 3,36  | 3,50  | 3,49  | 3,33 | 5,74 | 2,65  | 1,67 | 3,39  | 3,99 | 1,60 | 2,48   | –     | –    | 0,34 | 50,59      |
| 50     | Wrocław              | 19,96 | 10,13 | 16,16 | 9,25  | 5,51  | 4,70  | 6,08  | 6,33 | 4,68 | 4,94  | 2,99 | 2,98  | 1,45 | 2,50 | 1,56   | –     | –    | 0,77 | 52,70      |
| 51     | Zamość               | 14,86 | 39,86 | 4,22  | 2,79  | 4,04  | 3,93  | 3,82  | 3,02 | 3,61 | 1,42  | 1,36 | 3,31  | 2,26 | 4,86 | 6,00   | –     | –    | 0,63 | 53,44      |
| 52     | Zielona Góra         | 26,30 | 15,98 | 9,89  | 7,43  | 6,36  | 4,66  | 4,42  | 4,39 | 3,14 | 4,29  | 2,84 | 4,06  | 3,25 | 1,71 | 1,03   | –     | –    | 0,25 | 50,70      |
| Polska | Polska               | 20,41 | 15,40 | 10,59 | 7,28  | 6,37  | 5,77  | 5,41  | 4,90 | 4,42 | 3,99  | 3,18 | 2,78  | 2,74 | 2,70 | 2,37   | 0,44  | 0,17 | 1,09 | 52,13      |

#### Podział mandatów w skali okręgów
| Okręg              | Nazwa                |     |     |    |    |     |      |    |      | Łącznie |
| Okręg              | Nazwa                | SLD | PSL | UD | UP | KPN | BBWR | MN | TSKN | Łącznie |
| ------------------ | -------------------- | --- | --- | -- | -- | --- | ---- | -- | ---- | ------- |
| 1                  | Warszawa I           | 7   | –   | 5  | 3  | 1   | 1    | –  | –    | 17      |
| 2                  | Warszawa II          | 2   | 2   | 2  | 1  | –   | 1    | –  | –    | 8       |
| 3                  | Biała Podlaska       | 1   | 2   | –  | –  | –   | –    | –  | –    | 3       |
| 4                  | Białystok            | 4   | 1   | 1  | 1  | –   | –    | –  | –    | 7       |
| 5                  | Bielsko-Biała        | 3   | 1   | 2  | 1  | 1   | 1    | –  | –    | 9       |
| 6                  | Bydgoszcz            | 6   | 2   | 2  | 1  | –   | –    | –  | –    | 11      |
| 7                  | Chełm                | 1   | 2   | –  | –  | –   | –    | –  | –    | 3       |
| 8                  | Ciechanów            | 2   | 2   | –  | –  | –   | –    | –  | –    | 4       |
| 9                  | Częstochowa          | 3   | 2   | 1  | 1  | 1   | –    | –  | –    | 8       |
| 10                 | Elbląg               | 3   | 1   | 1  | –  | –   | –    | –  | –    | 5       |
| 11                 | Gdańsk               | 5   | 2   | 3  | 2  | 1   | 2    | –  | –    | 15      |
| 12                 | Gorzów Wielkopolski  | 2   | 2   | 1  | –  | –   | –    | –  | –    | 5       |
| 13                 | Jelenia Góra         | 2   | 1   | 1  | 1  | –   | –    | –  | –    | 5       |
| 14                 | Kalisz               | 3   | 3   | 1  | –  | –   | –    | –  | –    | 7       |
| 15                 | Sosnowiec            | 6   | 1   | 1  | 1  | 1   | –    | –  | –    | 10      |
| 16                 | Katowice             | 6   | 1   | 4  | 2  | 2   | 2    | –  | –    | 17      |
| 17                 | Gliwice              | 4   | 1   | 3  | 1  | 2   | 2    | –  | 1    | 14      |
| 18                 | Kielce               | 4   | 4   | 1  | 1  | 1   | –    | –  | –    | 11      |
| 19                 | Konin                | 2   | 3   | –  | –  | –   | –    | –  | –    | 5       |
| 20                 | Koszalin             | 3   | 1   | 1  | –  | –   | –    | –  | –    | 5       |
| 21                 | Kraków               | 3   | 2   | 4  | 1  | 2   | 1    | –  | –    | 13      |
| 22                 | Krosno               | 1   | 2   | 1  | –  | 1   | –    | –  | –    | 5       |
| 23                 | Legnica              | 3   | 1   | –  | 1  | –   | –    | –  | –    | 5       |
| 24                 | Leszno               | 2   | 2   | –  | –  | –   | –    | –  | –    | 4       |
| 25                 | Lublin               | 4   | 4   | 1  | –  | 1   | –    | –  | –    | 10      |
| 26                 | Łomża                | 1   | 3   | –  | –  | –   | –    | –  | –    | 4       |
| 27                 | Łódź                 | 5   | 1   | 2  | 2  | 1   | 1    | –  | –    | 12      |
| 28                 | Nowy Sącz            | 1   | 2   | 1  | –  | 1   | 2    | –  | –    | 7       |
| 29                 | Olsztyn              | 4   | 2   | 1  | 1  | –   | –    | –  | –    | 8       |
| 30                 | Opole                | 3   | 2   | 1  | 1  | –   | –    | 3  | –    | 10      |
| 31                 | Ostrołęka            | 1   | 3   | –  | –  | –   | –    | –  | –    | 4       |
| 32                 | Piła                 | 3   | 1   | 1  | –  | –   | –    | –  | –    | 5       |
| 33                 | Piotrków Trybunalski | 2   | 3   | –  | 1  | 1   | –    | –  | –    | 7       |
| 34                 | Płock                | 1   | 4   | –  | –  | –   | –    | –  | –    | 5       |
| 35                 | Poznań               | 4   | 2   | 5  | 3  | –   | –    | –  | –    | 14      |
| 36                 | Przemyśl             | 1   | 3   | –  | –  | –   | –    | –  | –    | 4       |
| 37                 | Radom                | 2   | 4   | 1  | –  | –   | 1    | –  | –    | 8       |
| 38                 | Rzeszów              | 2   | 3   | 1  | –  | 1   | –    | –  | –    | 7       |
| 39                 | Siedlce              | 2   | 5   | –  | –  | –   | –    | –  | –    | 7       |
| 40                 | Sieradz              | 1   | 3   | –  | –  | –   | –    | –  | –    | 4       |
| 41                 | Skierniewice         | 1   | 3   | –  | –  | –   | –    | –  | –    | 4       |
| 42                 | Słupsk               | 2   | 1   | 1  | –  | –   | –    | –  | –    | 4       |
| 43                 | Suwałki              | 2   | 2   | –  | 1  | –   | –    | –  | –    | 5       |
| 44                 | Szczecin             | 4   | 1   | 2  | 1  | 1   | 1    | –  | –    | 10      |
| 45                 | Tarnobrzeg           | 2   | 3   | –  | –  | 1   | –    | –  | –    | 6       |
| 46                 | Tarnów               | 1   | 4   | 1  | –  | 1   | –    | –  | –    | 7       |
| 47                 | Toruń                | 3   | 2   | 1  | 1  | –   | –    | –  | –    | 7       |
| 48                 | Wałbrzych            | 4   | 1   | 2  | 1  | –   | –    | –  | –    | 8       |
| 49                 | Włocławek            | 3   | 1   | –  | –  | –   | –    | –  | –    | 4       |
| 50                 | Wrocław              | 4   | 2   | 3  | 1  | 1   | 1    | –  | –    | 12      |
| 51                 | Zamość               | 1   | 4   | –  | –  | –   | –    | –  | –    | 5       |
| 52                 | Zielona Góra         | 3   | 2   | 1  | 1  | –   | –    | –  | –    | 7       |
| Razem              | Razem                | 145 | 112 | 60 | 32 | 22  | 16   | 3  | 1    | 391     |
| Lista ogólnopolska | Lista ogólnopolska   | 26  | 20  | 14 | 9  | –   | –    | –  | –    | 69      |
| Polska             | Polska               | 171 | 132 | 74 | 41 | 22  | 16   | 3  | 1    | 460     |

## Wyniki wyborów do Senatu RP

Zwycięzcy w poszczególnych okręgach w wyborach do Senatu RP

Rozkład mandatów

| Komitet wyborczy            | Komitet wyborczy                                                                                                   | Głosy      | Głosy  | Głosy | Mandaty | Mandaty |
| Komitet wyborczy            | Komitet wyborczy                                                                                                   | Liczba     | %      | +/−   | Liczba  | +/−     |
| --------------------------- | --- | ---------- | ------ | ----- | ------- | ------- |
|                             | Sojusz Lewicy Demokratycznej                                                                                       | 5 036 884  | 18,45  | 7,84  | 37      | 33      |
|                             | Polskie Stronnictwo Ludowe                                                                                         | 3 206 131  | 11,74  | 4,24  | 36      | 28      |
|                             | Niezależny Samorządny Związek Zawodowy „Solidarność”                                                               | 2 535 543  | 9,29   | 0,39  | 9       | 2       |
|                             | Unia Demokratyczna                                                                                                 | 3 034 681  | 11,12  | 5,30  | 4       | 17      |
|                             | Bezpartyjny Blok Wspierania Reform                                                                                 | 2 193 980  | 8,04   | –     | 2       | –       |
|                             | Unia Pracy | 1 121 744  | 4,11   | –     | 2       | –       |
|                             | Kongres Liberalno-Demokratyczny                                                                                    | 1 115 403  | 4,09   | 2,44  | 1       | 5       |
|                             | „Zjednoczenie Polskie”                                                                                             | 607 624    | 2,23   | 6,81  | 1       | 8       |
|                             | Polskie Stronnictwo Ludowe – Porozumienie Ludowe                                                                   | 285 406    | 1,05   | 2,82  | 1       | 6       |
|                             | Mniejszość Niemiecka                                                                                               | 124 986    | 0,46   | 0,10  | 1       |         |
|                             | KW Aleksandra Gawronika                                                                                            | 122 645    | 0,45   | –     | 1       | –       |
|                             | KW Klubu Inteligencji Katolickiej w Białymstoku oraz Stowarzyszenia Rodzin Katolickich Archidiecezji Białostockiej | 99 737     | 0,37   | 0,07  | 1       | –       |
|                             | KW Henryka Stokłosy                                                                                                | 84 740     | 0,31   | 0,05  | 1       |         |
|                             | KW SOLSKA | 75 419     | 0,28   | –     | 1       | –       |
|                             | Niezależny Samorządny Związek Zawodowy Rolników Indywidualnych „Solidarność”                                       | 61 044     | 0,22   | –     | 1       | –       |
|                             | KW Jerzego Madeja                                                                                                  | 42 601     | 0,16   | 0,03  | 1       | –       |
|                             | Konfederacja Polski Niepodległej                                                                                   | 1 693 617  | 6,20   | 1,53  | –       | 4       |
|                             | Katolicki Komitet Wyborczy „Ojczyzna”                                                                              | 890 551    | 3,26   | 7,73  | –       | 12      |
|                             | Samoobrona – Leppera                                                                                               | 650 727    | 2,38   | –     | –       | –       |
|                             | Unia Polityki Realnej                                                                                              | 434 657    | 1,59   | 0,03  | –       | –       |
|                             | Ruch Autonomii Śląska                                                                                              | 304 877    | 1,12   | –     | –       | –       |
|                             | Koalicja dla Rzeczypospolitej                                                                                      | 290 361    | 1,06   | –     | –       | –       |
|                             | Polska Partia Przyjaciół Piwa                                                                                      | 77 365     | 0,28   | –     | –       | –       |
|                             | NOT Stowarzyszenia Techniczne                                                                                      | 46 131     | 0,17   | –     | –       | –       |
|                             | Ojczyzna – Lista Polska                                                                                            | 37 055     | 0,14   | –     | –       | –       |
|                             | Partia X | 33 223     | 0,12   | 1,70  | –       | –       |
| Pozostałe komitety wyborcze | Pozostałe komitety wyborcze                                                                                        | 3 091 001  | 11,32  | –     | –       | –       |
|                             | |            |        |       |         |         |
| Razem                       | Razem | –          | 100,00 | –     | 100     | –       |
| Głosy ważne                 | Głosy ważne | 13 985 535 | 97,07  |       |         |         |
| Głosy nieważne              | Głosy nieważne | 422 832    | 2,93   | 0,54  |         |         |
| Frekwencja                  | Frekwencja | 14 408 367 | 52,10  | 8,90  |         |         |

|     |     |      |    |   |    |   |   |   |   |   |   |    |
| ↓   |     |      |    |   |    |   |   |   |   |   |   |    |
| 37  | 36  | 9    | 4  | 2 | 2  | 1 | 1 | 1 | 1 | 1 | 1 | 4  |
| SLD | PSL | NSZZ | UD |   | UP |   |   |   |   |   |   | KW |

|     |     |      |    |      |    |     |  |  |     |     |  |  |  |  |  |  |
|     |     |      |    |      |    |     |  |  |     |     |  |  |  |  |  |  |
| SLD | PSL | NSZZ | UD | BBWR | UP | KLD |  |  | KPN | „O” |  |  |  |  |  |  |

## Skutki wyborów
Największe poparcie w skali kraju zdobył Sojusz Lewicy Demokratycznej. Największy wzrost głosów koalicja odnotowała w takich miastach jak Sosnowiec, Łódź, Piła, Włocławek i Legnica. Przewaga ugrupowania nie pozwoliła na wyłonienie rządu. Wskutek wprowadzenia progów zaporowych, do parlamentu dostała się znacznie mniejsza liczba ugrupowań niż po wyborach w 1991 (bez reprezentacji w Sejmie zostało 4 476 901 tych, którzy poszli głosować). Po negocjacjach koalicyjnych SLD zrezygnował z wystawienia swojego kandydata na premiera. Koalicja poinformowała prezydenta Lecha Wałęsę, że premierem zostanie Waldemar Pawlak z PSL. Wobec dużej przewagi koalicji SLD-PSL prezydent utracił możliwość wpływu na rząd i powołał rząd Waldemara Pawlaka.